# C4H4N4
化学式C4H4N4（摩尔质量：108.1 g/mol）可以指：
- 二胺順丁烯二腈，CAS号：1187-42-4
- 1,3,5,7-四氮杂环辛四烯，CAS号：293-25-4

|  | 这个同类索引页列出了具有相同分子式的化学物（即同分異構體）条目。 除非您是有意链接至本页，否则应将相应条目的内部链接指向正确的条目。 |